# Musala
Musala (bulgariska: Мусала), Tangra, bergstopp i Rilabergen, är med 2 925 meter det högsta berget i Bulgarien och hela Balkanhalvön.
Namnet kommer från Mus Allah, "Allahs berg", och tillkom när Bulgarien tillhörde Osmanska riket. Ett äldre namn på berget var Tangra.
Musala ligger i Rilas nationalpark, cirka 80 km från Sofia. Det är känt för sin rika flora, som inkluderar arter som makedonsk tall och bulgarisk gran i mellersta sluttningarnas skogar, och fauna; det är en av de platser i Europa där det är lättast att se murkryparen. 